# Судестада
Судеста́да (ісп. Sudestada) — вітер, типовий для регіону Ла-Плати. Приносить холодні вологі повітряні маси з півдня і південного сходу, завдяки чому знижується температура повітря і випадають дощі. Може продовжуватися кілька днів. Судестада часто провокує підтоплення на аргентинському березі Ла-Плати, а на уругвайському, навпаки, різке зниження рівня води.
Судестада може проявлятися у будь-яку пору року, але переважає у місяці з липня по жовтень. Найсильніші пориви вітру спостерігаються з березня по жовтень.